# Sendai-gawa
Pour les articles homonymes, voir Sendaigawa.
Le fleuve Sendai (川内川, Sendai-gawa) est un cours d'eau du Japon, s'écoulant sur l'île de Kyūshū.

## Bassin fluvial
Le fleuve Sendai traverse le Sud de la préfecture de Kumamoto, le Sud-Ouest de la préfecture de Miyazaki et le Nord-Ouest de la préfecture de Kagoshima, sur l'île de Kyūshū, au Japon.
En 2000 le débit du fleuve était de 79,88 m3/s, pour une longueur de 126 km et un bassin de 1 573 km2.
Le bassin versant du fleuve Sendai s'étend sur la préfecture de Kumamoto, la préfecture de Miyazaki et la préfecture de Kagoshima.
- Préfecture de Kumamoto :
  - Asagiri, district de Kuma
- Préfecture de Miyazaki :
  - Ebino
- Préfecture de Kagoshima :
  - Yūsui, district d'Aira
  - Isa
  - Satsuma, district de Satsuma
  - Satsumasendai